# Acanthometropus
Acanthometropus là một chi côn trùng thuộc họ Siphlonuridae.

## Các loài
Chi này có các loài sau:
- Acanthometropus pecatonica